# Łysiec (województwo śląskie)
Łysiec – wieś w Polsce położona w województwie śląskim, w powiecie częstochowskim, w gminie Starcza.

## Historia
Wieś pojawia się w księgach parafii św. Jana Chrzciciela w Poczesnej w 1631 roku. W Królestwie Polskim wieś i folwark Łysice wchodziły w skład dóbr rządowych ekonomii Poczesna, jednej z pięciu w regionie częstochowskim. W 1854 roku miały powierzchnie po 350 mórg.
W latach 1975–1998 miejscowość administracyjnie należała do województwa częstochowskiego.